# Schönberg im Stubaital
Pour les articles homonymes, voir Schönberg.
Schönberg im Stubaital est une commune du District d'Innsbruck-Land, au Tyrol (Autriche), située au Sud de la ville d'Innsbruck. L'autoroute du Brenner commence ici, avec le péage Mautstelle et le pont de l'Europe.

## Histoire
Ce lieu a été nommé pour la première fois en 1180 et s'appelait alors Schönenberge.

## Villes voisines
- Ellbögen
- Innsbruck
- Mieders
- Mühlbachl
- Mutters
- Patsch
- Telfes im Stubai